# Greenshoe
Greenshoe, född 29 januari 2016, är en amerikansk varmblodig travhäst. Han tränades under tävlingskarriären av Marcus Melander och kördes av Brian Sears.
Greenshoe tävlade åren 2018–2019 och sprang totalt in 1 233 000 dollar på 17 starter, varav 12 segrar. Han tog karriärens största seger i Kentucky Futurity (2019). Bland hans främsta meriter räknas även segrarna i New Jersey Sire Stakes (2018, 2019), Dr. Harry M. Zweig Memorial (2019) och Kentucky Sire Stakes (2019), samt andraplatsen i Hambletonian Stakes (2019).

## Karriär
Greenshoe, då med namnet Rifleman, köptes som ettåring 2017 på hästauktionen Lexington Selected Yearling Sale i Lexington i Kentucky av bland annat svenskägda Stall Courant. Han köptes för 330 000 dollar, fick namnet Greenshoe, och sattes i träning hos Marcus Melander i New Jersey.

### Tvååringssäsongen 2018
Greenshoe gjorde sitt första framträdande på travbanan den 2 juni 2018 på Meadowlands i ett så kallat Babyrace, utan varken totospel eller prispengar. Han kördes då av tränare Melander, och ekipaget kom i mål på tiden 1:55.0. Debuten i lopp gjordes den 29 juni 2018 på Meadowlands, i ett uttagningslopp till New Jersey Sire Stakes. I loppet kördes han av Brian Sears, som kom att bli hans ordinarie kusk framöver.
Under hela tvååringssäsongen gjorde han totalt 4 starter, och segrade i två.

### Treåringssäsongen 2019
Årsdebuten som treåring skedde den 17 maj 2019 på Meadowlands, i ett uttagningslopp till New Jersey Sire Stakes. Greenshoe och Brian Sears segrade på tiden 1:51.2 (1.09,3) över 1 609 meter. I finalloppet den 31 maj 2019 segrade ekipaget på tiden 1:50.2 (1.08,6) över 1 609 meter, vilket var ny personlig rekordtid.
Efter de första loppen som treåring ströddes lovord om honom, och tränare Melander sa att det stora målet för säsongen var att vinna världens största treåringslopp Hambletonian Stakes, som körs på Meadowlands Racetrack i augusti varje år. Tidigare förhandsfavorit att segra i loppet var stallkamraten Gimpanzee.
Den 22 juni 2019 segrade han i ett uttagningslopp till Earl Beal Jr. Memorial på Pocono Downs. I loppet var han spelad till storfavorit, och vann på tiden 1:52.3 (1.10,0). Finalloppet kördes den 29 juni 2019, och Greenshoe hamnade efter ett tag som trea i andraspår. Väl inne på upploppet närmade han sig snabbt ledande Marseille, och Åke Svanstedt, men förlorade med ett huvud, och slutade på andraplatsen. Detta var första gången som han gått felfritt under ett lopp och inte segrat.
Den 13 juli 2019 startade han i andra divisionen av Stanley Dancer Memorial på Meadowlands. Han vann loppet på segertiden 1:50.1 (1.08,5), som även var den snabbaste i världen det året av en treårig hingst.

#### Hambletonian och framåt
Under Hambletoniandagen, den 3 augusti 2019 startade Greenshoe i kvalheat nummer 2 från spår 5. Han vann kvalheatet på tiden 1:50.2 (1.08,6). Till finalloppet lottades han till spår två, tillsammans med ordinarie kusken Brian Sears. I finalloppet slutade han på en andraplats, knappt slagen av segrande Forbidden Trade. Andraplatsen var värd 225 000 dollar.
Den 17 augusti 2019 var Greenshoe tillbaka på segertronen, då han vann Dr. Harry M. Zweig Memorial på Vernon Downs på tiden 1:52.0 (1.09,6). Han vann loppet med sex längder ner till stallkamraten Green Manalishi. Segern var värd 165 000 dollar. Den 5 september 2019 vann han även ett uttagningslopp till Kentucky Sire Stakes på The Red Mile.

### Slutet på tävlingskarriären
Den 12 september 2019 meddelades det att Greenshoe efter sin treåringssäsong, skulle avsluta sin tävlingskarriär och istället bli verksam som avelshingst vid Hanover Shoe Farms i USA. Greenshoe kommer att syndikeras i 120 andelar där priset per andel blir 120 000 dollar, vilket gör att han värderas till 14,4 miljoner dollar, något som även gör honom till den dyraste hingsten någonsin. Kretsen kring Greenshoe meddelade även att han kommer att starta 3–4 gånger till som treåring, innan han stallas upp som avelshingst.
Redan den 15 september 2019 vann han finalen av Kentucky Sire Stakes på The Red Mile på tiden 1:50.3. Segern var värd 125 000 dollar, och segern var hans tredje raka sedan andraplatsen i Hambletonian Stakes. I hans nästa start den 29 september 2019 i Bluegrass Stakes på The Red Mile slog han nytt personligt löprekord på 1:49.4 över 1 609 meter.
Den 6 oktober 2019 tog han karriärens dittills största seger då han segrade i Kentucky Futurity. Segern var värd 225 000 dollar. Den 26 oktober 2019 kom han på andra plats i finalloppet av Breeders Crown 3YO Colt & Gelding Trot, slagen av stallkamraten Gimpanzee.
Den 7 november 2019 meddelades det att Greenshoe skulle avsluta sin tävlingskarriär efter 17 starter, för att bli avelshingst vid Hanover Shoe Farms. En av hans första betäckningar blev Hannelore Hanover.

## Statistik
| Statistik för Greenshoe | Statistik för Greenshoe | Statistik för Greenshoe | Statistik för Greenshoe | Statistik för Greenshoe | Statistik för Greenshoe |
| ----------------------- | ----------------------- | ----------------------- | ----------------------- | ----------------------- | ----------------------- |
| Starter                 | Placeringar             | Startprissumma          | Segerprocent            | Platsprocent            | Rekord                  |
| 17                      | 12-3-0                  | 1 233 000 USD           | 71 %                    | 88 %                    | 1:49.4aak,              |

### Löpningsrekord
| Datum             | Bana         | Lopp                           | Tid    | Distans | Startmetod           | Kusk        |
| ----------------- | ------------ | ------------------------------ | ------ | ------- | -------------------- | ----------- |
| 29 september 2019 | The Red Mile | Bluegrass Stakes, 1st division | 1:49.4 | 1609 m  | amerikansk autostart | Brian Sears |

### Större segrar
| År   | Lopp                                  | Kusk        | Vinstbelopp |
| ---- | ------------------------------------- | ----------- | ----------- |
| 2018 | New Jersey Sire Stakes, 2YOC&G        | Brian Sears | 62 500 USD  |
| 2019 | New Jersey Sire Stakes, 3YOC&G        | Brian Sears | 100 000 USD |
| 2019 | Stanley Dancer Memorial, 2nd division | Brian Sears | 76 500 USD  |
| 2019 | Dr. Harry M. Zweig Memorial           | Brian Sears | 165 000 USD |
| 2019 | Kentucky Sire Stakes, 3YOC&G          | Brian Sears | 125 000 USD |
| 2019 | Kentucky Futurity                     | Brian Sears | 225 000 USD |

### Starter
| Nr | Datum             | Lopp                                   | Bana         | Kusk            | Odds | Tid     | Distans | Plac | Vinstbelopp | Ref.                 |
| -- | ----------------- | -------------------------------------- | ------------ | --------------- | ---- | ------- | ------- | ---- | ----------- | -------------------- |
| -  | 2 juni 2018       | Babyrace                               | Meadowlands  | Marcus Melander | NB   | 1:55.0  | 1 609 m | 1    | 0 USD       | [ 4 ]                |
| -  | 16 juni 2018      | Babyrace                               | Meadowlands  | Brian Sears     | NB   | 1:56.1  | 1 609 m | 1    | 0 USD       | [ 33 ]               |
| 1  | 29 juni 2018      | New Jersey Sire Stakes, elimination    | Meadowlands  | Brian Sears     | 14   | 1:56.2g | 1 609 m | 1    | 10 000 USD  | [ 5 ]                |
| 2  | 13 juli 2018      | New Jersey Sire Stakes, final          | Meadowlands  | Brian Sears     | 18   | 1:53.3g | 1 609 m | 1    | 62 500 USD  | [ 34 ]               |
| -  | 31 juli 2018      | Kvallopp                               | Meadowlands  | Brian Sears     | NB   | 1:55.1  | 1 609 m | 1    | 0 USD       | [ 35 ]               |
| 3  | 4 augusti 2018    | Peter Haughton Memorial                | Meadowlands  | Brian Sears     | 16   | 1:53.2g | 1 609 m | 0    | 4 223 USD   | [ 36 ]               |
| 4  | 25 augusti 2018   | Kentucky Sire Stakes, elimination      | The Red Mile | Mike Wilder     | 16   | 1:58.2g | 1 609 m | 0    | 26 750 USD  | [ 37 ]               |
| -  | 27 april 2019     | Kvallopp                               | Meadowlands  | Brian Sears     | NB   | 1:54.1  | 1 609 m | 1    | 0 USD       | [ 38 ]               |
| -  | 11 maj 2019       | Kvallopp                               | Meadowlands  | Brian Sears     | NB   | 1:55.1  | 1 609 m | 1    | 0 USD       | [ 39 ]               |
| 5  | 17 maj 2019       | New Jersey Sire Stakes, elimination    | Meadowlands  | Brian Sears     | 15   | 1:51.2  | 1 609 m | 1    | 0 USD       | [ 40 ]               |
| 6  | 31 maj 2019       | New Jersey Sire Stakes, final          | Meadowlands  | Brian Sears     | 12   | 1:50.2  | 1 609 m | 1    | 107 600 USD | [ 41 ]               |
| -  | 12 juni 2019      | Kvallopp                               | Pocono Downs | Brian Sears     | NB   | 1:52.0  | 1 609 m | 1    | 0 USD       | [ 1 ]                |
| 7  | 22 juni 2019      | Earl Beal Jr. Memorial, elimination    | Pocono Downs | Brian Sears     | 10   | 1:52.3  | 1 609 m | 1    | 12 500 USD  | [ 10 ]               |
| 8  | 29 juni 2019      | Earl Beal Jr. Memorial, final          | Pocono Downs | Brian Sears     | 11   | 1:52.3  | 1 609 m | 2    | 125 000 USD | [ 12 ] [ 13 ]        |
| 9  | 13 juli 2019      | Stanley Dancer Memorial, 2nd division  | Meadowlands  | Brian Sears     | 13   | 1:50.1  | 1 609 m | 1    | 76 500 USD  | [ 15 ] [ 16 ]        |
| 10 | 3 augusti 2019    | Hambletonian Stakes, elimination 2     | Meadowlands  | Brian Sears     | 13   | 1:50.2  | 1 609 m | 1    | 35 000 USD  | [ 42 ]               |
| 11 | 3 augusti 2019    | Hambletonian Stakes, final             | Meadowlands  | Brian Sears     | 13   | 1:51.0  | 1 609 m | 2    | 225 000 USD | [ 43 ]               |
| 12 | 17 augusti 2019   | Dr. Harry M. Zweig Memorial            | Vernon Downs | Brian Sears     | 11   | 1:52.0  | 1 609 m | 1    | 165 000 USD | [ 20 ] [ 44 ]        |
| 13 | 5 september 2019  | Kentucky Sire Stakes, elimination      | The Red Mile | Brian Sears     | 11   | 1:50.4  | 1 609 m | 1    | 15 000 USD  | [ 45 ]               |
| 14 | 15 september 2019 | Kentucky Sire Stakes, final            | The Red Mile | Brian Sears     | 11   | 1:50.3  | 1 609 m | 1    | 125 000 USD | [ 23 ] [ 24 ] [ 25 ] |
| 15 | 29 september 2019 | Bluegrass Stakes, 1st division         | The Red Mile | Brian Sears     | 10   | 1:49.4  | 1 609 m | 1    | 48 050 USD  | [ 26 ] [ 27 ]        |
| 16 | 6 oktober 2019    | Kentucky Futurity                      | The Red Mile | Brian Sears     | 11   | 1:51.1  | 1 609 m | 1    | 225 000 USD | [ 23 ] [ 28 ]        |
| 17 | 26 oktober 2019   | Breeders Crown 3YO Colt & Gelding Trot | Mohawk       | Brian Sears     | 15   | 1:52.3  | 1 609 m | 2    | 142 623 USD | [ 23 ] [ 29 ] [ 30 ] |

## Stamtavla
| Efter Father Patrick 2011 | Cantab Hall 2001    | Self Possessed  | Victory Dream  |
| Efter Father Patrick 2011 | Cantab Hall 2001    | Self Possessed  | Feeling Great  |
| Efter Father Patrick 2011 | Cantab Hall 2001    | Canland Hall    | Garland Lobell |
| Efter Father Patrick 2011 | Cantab Hall 2001    | Canland Hall    | Canne Angus    |
| Efter Father Patrick 2011 | Gala Dream 2001     | Enjoy Lavec     | Pine Chip      |
| Efter Father Patrick 2011 | Gala Dream 2001     | Enjoy Lavec     | Margit Lobell  |
| Efter Father Patrick 2011 | Gala Dream 2001     | Maple Frosting  | Valley Victory |
| Efter Father Patrick 2011 | Gala Dream 2001     | Maple Frosting  | Valley Regina  |
| Undan Designed To Be 2011 | Donato Hanover 2004 | Andover Hall    | Garland Lobell |
| Undan Designed To Be 2011 | Donato Hanover 2004 | Andover Hall    | Amour Angus    |
| Undan Designed To Be 2011 | Donato Hanover 2004 | D.Train         | Donerail       |
| Undan Designed To Be 2011 | Donato Hanover 2004 | D.Train         | Aldyth Hanover |
| Undan Designed To Be 2011 | Sheer Soul 2004     | Yankee Glide    | Valley Victory |
| Undan Designed To Be 2011 | Sheer Soul 2004     | Yankee Glide    | Gratis Yankee  |
| Undan Designed To Be 2011 | Sheer Soul 2004     | Soulful Hanover | Balanced Image |
| Undan Designed To Be 2011 | Sheer Soul 2004     | Soulful Hanover | Southern Drawl |